# Ministerio del Poder Popular para Relaciones Interiores, Justicia y Paz
El Ministerio del Poder Popular para Relaciones Interiores, Justicia y Paz (MIJP) es uno de los organismos que conforman el gabinete ejecutivo del gobierno venezolano. A su vez, desde 1986, el ministro designado es el encargado de administrar las Dependencias Federales.
Este ministerio anteriormente se le conocía por el nombre de Ministerio del Poder Popular para Relaciones Interiores y Justicia, y previamente, Ministerio de Relaciones Interiores y Justicia. El Ministerio es un ente dependiente directamente de las órdenes del presidente de Venezuela.

## Historia
Con la entrada en vigencia de la Constitución de la República Bolivariana de Venezuela en 1999, el entonces Ministerio de Relaciones Interiores se fusiona con el Ministerio de Justicia; conformando desde entonces el misterio de Interior y Justicia. En 2007 pasa a llamarse Ministerio del Poder Popular para las Relaciones Interiores y Justicia.
El propio ministro de justicia, Jesse Chacón, declaró en 2004 que el Ministerio de Justicia se pasaría a llamar Ministerio de Política Interior y Seguridad. En 2013 el presidente Nicolás Maduro anunció que el ministerio tomaba el nombre de Ministerio del Interior, Justicia y Paz.
Hasta la entrada en vigencia de la Constitución de 1999, el titular de esta cartera era nombrado como Presidente Encargado de la República cada vez que el Presidente Constitucional debía salir de viaje al exterior. Este rol actualmente lo asume el Vicepresidente Ejecutivo de la República.

## Estructura

### Viceministerios
- Gestión de Riesgo y Protección Civil
- Política Interior y Seguridad Jurídica.
- Prevención y Seguridad Ciudadana.
- Sistema Integrado de Policía.
- Sistema Integrado de Investigación Penal.

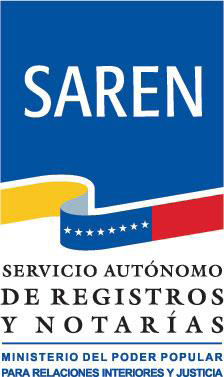
Logo del Sare

### Órganos adscritos
- Comisión Nacional de Casino.
- Dirección Nacional de Protección Civil.
- Fondo Nacional Antidrogas.
- Oficina Nacional Antidrogas.
- Superintendencia Nacional Antidrogas
- Servicio Autónomo de Registros y Notarías
- Servicio Bolivariano de Inteligencia Nacional
- Cuerpo de Investigaciones Científicas Penales y Criminalística
- Cuerpo de Policía Nacional Bolivariana
- Dirección de Tránsito del Cuerpo de la Policía Nacional Bolivariana.
- Instituto Nacional de transporte terrestre.
- Gran Misión A Toda Vida Venezuela.
- Cuerpo de Investigaciones Científicas, Penales y Criminalísticas
- Dirección de los servicios de Vigilancia y Seguridad Privada DIGESERVISP

- Gran Misión A Toda Vida Venezuela.
- Oficina Nacional Antidrogas
- Servicio Administrativo de Identificación, Migración y Extranjería
- Observatorio Venezolano de Seguridad Ciudadana
- Misión Identidad.

## Controversias
El Ministerio del Poder Popular para Relaciones Interiores, Justicia y Paz ha jugado un papel central en la represión política durante la Revolución bolivariana. La disminución del control de las autoridades civiles sobre las fuerzas de seguridad y su intensa politización se han vuelto características prominentes bajo la administración de Nicolás Maduro. La dependencia del régimen en los servicios de inteligencia y en pandillas armadas pro-gubernamentales, conocidas como colectivos, ha sido instrumental para neutralizar la oposición política y someter a la población.
Este Ministerio controla entidades clave como la Guardia Nacional Bolivariana (GNB), el Cuerpo de Investigaciones Científicas, Penales y Criminalísticas (CICPC), y el Servicio Bolivariano de Inteligencia Nacional (SEBIN). Estas fuerzas han sido acusadas de cometer numerosos abusos de derechos humanos, incluyendo ejecuciones extrajudiciales, desapariciones forzosas, tortura, detenciones arbitrarias, y corrupción. Informes de las Naciones Unidas y otras organizaciones internacionales han indicado que estos actos podrían constituir crímenes de lesa humanidad.

## Enláces externos
- Sitio web oficial
- Observatorio Venezolano de la Violencia

- Datos: Q16607766